# Джоди Бенсън
Джоди Мари Марзорати (на английски: Jodi Marie Marzorati; родена на 10 октомври 1961 г.), по-известна като Джоди Бенсън (на английски: Jodi Benson), е американска актриса и легенда на Дисни. Най-популярна е като гласа на русалката принцеса Ариел в анимационния филм „Малката русалка“ и неговите продължения. През 2002 и 2006 г. отново озвучава героинята в английските версии на игрите от поредицата Kingdom Hearts.
Бенсън има десетки други роли в озвучаването, измежду които са Тула в „Пиратите на тъмната вода“, Палечка в „едноименния филм“, Хубавата Елена в сериала „Херкулес“, Патси, Г-жа Доу и Алмондин в „Лагерът Ласло“ и Барби в „Играта на играчките 2“ и „Играта на играчките 3“.

## Кариера
Въпреки че има страст към музиката, Джоди Бенсън открива таланта си за актьорство в гимназията, където участва в няколко училищни пиеси. По-късно тя учи театрално изкуство в университета Millikin в Илинойс, където също развива вокалните си способности. След завършване на обучението си, Бенсън се мести в Ню Йорк, за да продължи кариерата си в актьорството и започва да получава роли в Бродуейски постановки.
Джоди Бенсън става известна с гласа на Ариел в „Малката русалка“. Гласът и талантът на Бенсън вдъхват живот на персонажа, правейки Ариел една от най-обичаните принцеси на Дисни за всички времена.
Успехът на Бенсън в развлекателната индустрия ѝ донеся множество награди, включително номинация за Тони за ролята ѝ на Поли Бейкър в Бродуейския мюзикъл „Луд за теб“.

## Личен живот
Бенсън е родена и отгледана в католическа среда. През 1984 г. се омъжва за актьора и певец Рей Бенсън. Имат две деца – Маккинли и Дилейни.